# فيلي هاتاور
فيلي هاتاور (بالإنجليزية: Willie Hightower)‏ هو بواق أمريكي، ولد في أكتوبر 1889 في ناشفيل في الولايات المتحدة، وتوفي في ديسمبر 1959 في شيكاغو في الولايات المتحدة.